# Simning vid världsmästerskapen i simsport 2023 – Herrarnas 200 meter ryggsim
Herrarnas 200 meter ryggsim vid världsmästerskapen i simsport 2023 avgjordes mellan den 27 och 28 juli 2023 i Marine Messe Fukuoka i Fukuoka i Japan.
Ungerske Hubert Kós tog guld efter ett lopp på 1 minut och 54,14 sekunder, vilket blev ett nytt ungerskt rekord. Silvret togs av amerikanske Ryan Murphy och bronset togs av schweiziske Roman Mityukov.

## Rekord
Inför tävlingens start fanns följande världs- och mästerskapsrekord:
|                   | Namn          | Nation | Tid     | Ort          | Datum        |
| ----------------- | ------------- | ------ | ------- | ------------ | ------------ |
| Världsrekord      | Aaron Peirsol | USA    | 1.51,92 | Rom, Italien | 31 juli 2009 |
| Mästerskapsrekord | Aaron Peirsol | USA    | 1.51,92 | Rom, Italien | 31 juli 2009 |

## Resultat

### Försöksheat
Försöksheaten startade den 27 juli klockan 10:56.
| Placering | Heat | Bana | Namn               | Nationalitet   | Tid     | Noteringar |
| --------- | ---- | ---- | ------------------ | -------------- | ------- | ---------- |
| 1         | 4    | 5    | Bradley Woodward   | Australien     | 1.57,14 | 0Q0        |
| 2         | 4    | 3    | Roman Mityukov     | Schweiz        | 1.57,24 | 0Q0        |
| 3         | 2    | 4    | Hubert Kós         | Ungern         | 1.57,27 | 0Q0        |
| 4         | 4    | 4    | Ryan Murphy        | USA            | 1.57,37 | 0Q0        |
| 5         | 4    | 6    | Apostolos Siskos   | Grekland       | 1.57,40 | 0Q0        |
| 6         | 2    | 2    | Oliver Morgan      | Storbritannien | 1.57,61 | 0Q0        |
| 7         | 3    | 1    | Hugh McNeill       | Kanada         | 1.57,73 | 0Q0        |
| 8         | 3    | 4    | Destin Lasco       | USA            | 1.57,84 | 0Q0        |
| 9         | 2    | 5    | Brodie Williams    | Storbritannien | 1.57,92 | 0Q0        |
| 10        | 4    | 1    | Hugo González      | Spanien        | 1.57,99 | 0Q0        |
| 10        | 4    | 2    | Lee Ju-ho          | Sydkorea       | 1.57,99 | 0Q0        |
| 12        | 3    | 3    | Mewen Tomac        | Frankrike      | 1.58,09 | 0Q0        |
| 13        | 3    | 7    | Daiki Yanagawa     | Japan          | 1.58,14 | 0Q0        |
| 14        | 3    | 5    | Benedek Kovács     | Ungern         | 1.58,17 | 0Q0        |
| 15        | 3    | 2    | Antoine Herlem     | Frankrike      | 1.58,20 | 0Q0        |
| 16        | 3    | 6    | Hidekazu Takehara  | Japan          | 1.58,46 | 0Q0        |
| 17        | 2    | 6    | Matteo Restivo     | Italien        | 1.58,57 |            |
| 18        | 4    | 7    | Andrew Jeffcoat    | Nya Zeeland    | 1.59,01 |            |
| 19        | 2    | 1    | João Costa         | Portugal       | 1.59,30 |            |
| 20        | 3    | 9    | Berke Saka         | Turkiet        | 1.59,48 |            |
| 21        | 4    | 8    | Tao Guannan        | Kina           | 1.59,74 |            |
| 22        | 3    | 8    | John Shortt        | Irland         | 1.59,79 |            |
| 23        | 2    | 7    | Lorenzo Mora       | Italien        | 1.59,99 |            |
| 24        | 2    | 0    | Ziyad Ahmed        | Sudan          | 2.00,52 |            |
| 25        | 2    | 8    | Yeziel Morales     | Puerto Rico    | 2.00,76 |            |
| 26        | 4    | 0    | Erikas Grigaitis   | Litauen        | 2.00,98 |            |
| 27        | 1    | 2    | Denilson Cyprianos | Zimbabwe       | 2.02,12 | 0NR0       |
| 28        | 1    | 5    | Mohamed Mohamady   | Egypten        | 2.02,23 |            |
| 29        | 1    | 4    | Khiew Hoe Yean     | Malaysia       | 2.03,14 |            |
| 30        | 4    | 9    | Tonnam Kanteemool  | Thailand       | 2.03,46 |            |
| 31        | 3    | 0    | Srihari Nataraj    | Indien         | 2.04,42 |            |
| 32        | 1    | 6    | Jack Harvey        | Bermuda        | 2.04,52 |            |
| 33        | 1    | 3    | Armin Lelle        | Estland        | 2.05,20 |            |
| 34        | 2    | 9    | Trần Hưng Nguyên   | Vietnam        | 2.07,40 |            |
| 35        | 1    | 8    | Merdan Atayev      | Turkmenistan   | 2.07,48 |            |
| 36        | 1    | 7    | Matthieu Seye      | Senegal        | 2.08,44 | 0NR0       |
| 37        | 1    | 1    | Thomas Wareing     | Malta          | 2.12,57 |            |
| 38        | 1    | 0    | Joel Ling          | Brunei         | 2.13,07 |            |
| 39        | 1    | 9    | Ali Imaan          | Maldiverna     | 2.23,46 |            |
| 40        | 2    | 3    | Ksawery Masiuk     | Polen          | 0DNS0   | 0DNS0      |

### Semifinaler
Semifinalerna startade den 27 juli klockan 21:33.
| Placering | Heat | Bana | Namn              | Nationalitet   | Tid     | Noteringar |
| --------- | ---- | ---- | ----------------- | -------------- | ------- | ---------- |
| 1         | 1    | 4    | Roman Mityukov    | Schweiz        | 1.55,85 | 0Q0, 0NR0  |
| 2         | 1    | 1    | Benedek Kovács    | Ungern         | 1.55,89 | 0Q0        |
| 3         | 2    | 5    | Hubert Kós        | Ungern         | 1.55,99 | 0Q0        |
| 4         | 1    | 5    | Ryan Murphy       | USA            | 1.56,02 | 0Q0        |
| 5         | 1    | 7    | Mewen Tomac       | Frankrike      | 1.56,05 | 0Q0        |
| 6         | 2    | 4    | Bradley Woodward  | Australien     | 1.56,16 | 0Q0        |
| 7         | 2    | 1    | Daiki Yanagawa    | Japan          | 1.57,23 | 0Q0        |
| 8         | 1    | 2    | Hugo González     | Spanien        | 1.57,28 | 0Q0        |
| 9         | 1    | 3    | Oliver Morgan     | Storbritannien | 1.57,50 |            |
| 10        | 2    | 8    | Antoine Herlem    | Frankrike      | 1.57,55 |            |
| 11        | 2    | 2    | Brodie Williams   | Storbritannien | 1.57,93 |            |
| 12        | 2    | 3    | Apostolos Siskos  | Grekland       | 1.58,04 |            |
| 13        | 2    | 7    | Lee Ju-ho         | Sydkorea       | 1.58,05 |            |
| 14        | 1    | 8    | Hidekazu Takehara | Japan          | 1.58,10 |            |
| 15        | 2    | 6    | Hugh McNeill      | Kanada         | 1.58,86 |            |
| 16        | 1    | 6    | Destin Lasco      | USA            | 1.59,18 |            |

### Final
Finalen startade den 28 juli klockan 20:59.
| Placering | Bana | Namn             | Nationalitet | Tid     | Noteringar |
| --------- | ---- | ---------------- | ------------ | ------- | ---------- |
| 1         | 3    | Hubert Kós       | Ungern       | 1.54,14 | 0NR0       |
| 2         | 6    | Ryan Murphy      | USA          | 1.54,83 |            |
| 3         | 4    | Roman Mityukov   | Schweiz      | 1.55,34 | 0NR0       |
| 4         | 2    | Mewen Tomac      | Frankrike    | 1.55,79 |            |
| 5         | 5    | Benedek Kovács   | Ungern       | 1.55,85 |            |
| 6         | 7    | Bradley Woodward | Australien   | 1.56,29 |            |
| 7         | 8    | Hugo González    | Spanien      | 1.56,33 |            |
| 8         | 1    | Daiki Yanagawa   | Japan        | 1.58,75 |            |